# Per Bäckström

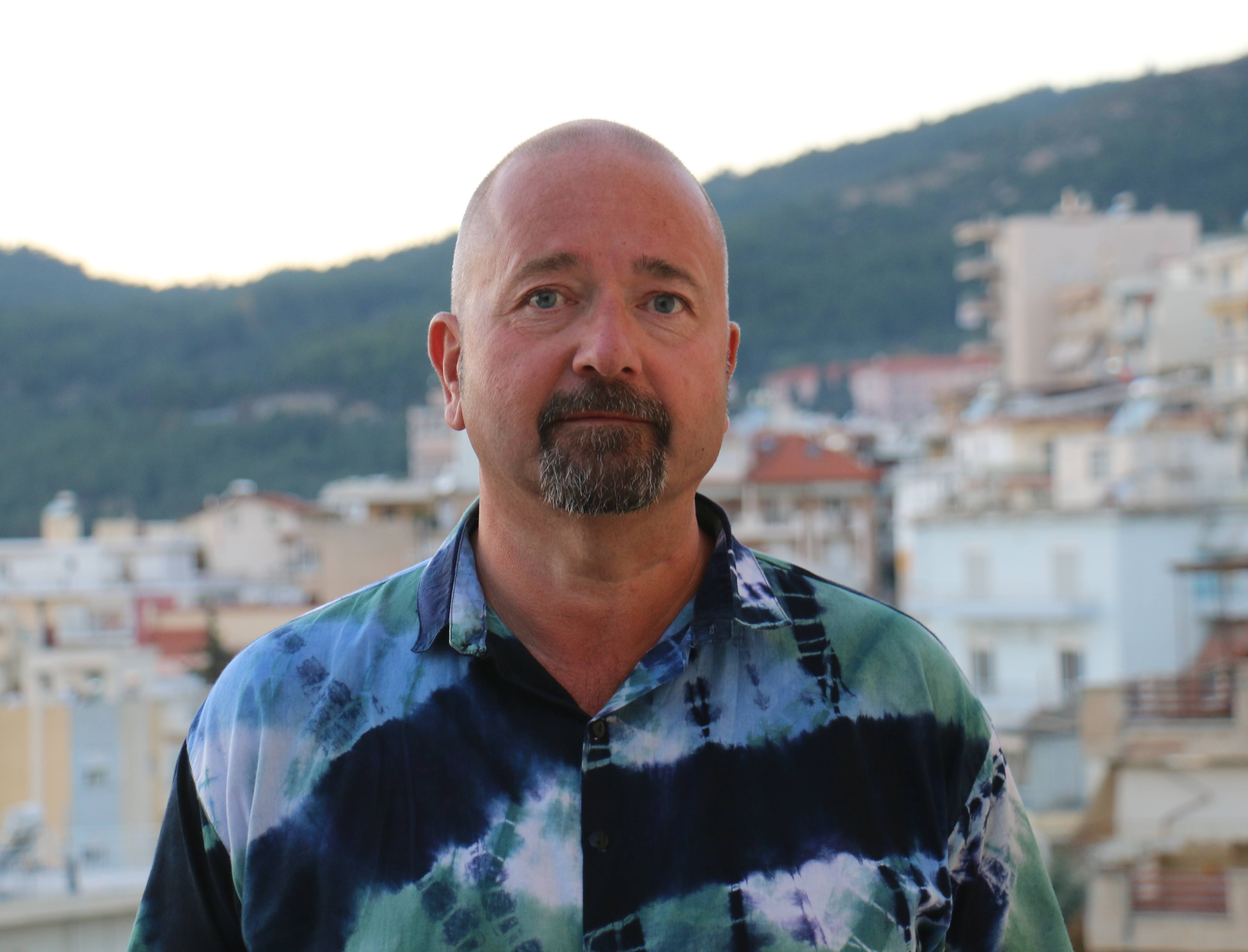
Per Bäckström (2016)

Per Bäckström (* 1959) ist ein schwedischer Literaturwissenschaftler und Hochschullehrer.
Bäckström ist Professor für Vergleichende Literaturwissenschaft an der Linnaeus-Universität in Växjö, Schweden. Er arbeitete als Professor für Vergleichende Literaturwissenschaft von 2010 bis 2019 an der  Universität Karlstad und von 1996 bis 2010 als Dozent an der Abteilung für Kultur und Literatur der Universität Tromsø in Norwegen. Er war im Jahr 2007 an der Gründung des Europäischen Netzwerks für Studien zu Avantgarde und Moderne (EAM)  beteiligt und leitete von 2007 bis 2011 die Mitgliedschaftskommission.
Er veröffentlichte  Studien über Bruno K. Öijer, Henri Michaux, Gunnar Ekelöf, Michail Bachtin, Intermedialität, Groteske, konkrete Poesie, Performance, Avantgarde und die Neo-Avantgarde. Er las Michael Riffaterres Semiotik der Poesie, in der er Riffaterres Theorie vorstellt, kritisch und erklärte, warum sie keinen Erfolg gehabt habe, und kritisiert sie für die seiner Meinung nach mangelnde Konsistenz in Bezug auf experimentelle Poesie. Er hat insbesondere die Verwendung der Begriffe „Moderne“ und „Avantgarde“ in romanischen Sprachen im Vergleich zu Englisch, und die Rolle der Peripherien in Bezug auf die vermeintlichen Zentren der Avantgarde im 20. Jahrhundert untersucht. Derzeit arbeitet er zu den schwedischen Avantgardisten Öyvind Fahlström und den Anti-Aesthetics der Rockmusik.

## Bibliographie
- 2003 Aska, Tomhet & Eld. Outsiderproblematiken hos Bruno K. Öijer (Asche, Leere & Feuer. Der Außenseiter in Bruno K. Öijer), (These) Lund: Ellerström.
- 2003 Sense and Senses in Aesthetics, Per Bäckström & Troels Degn Johansson (Hrsg.), Göteborg: NSU Press.
- 2005 Enhet i mångfalden. Henri Michaux och det groteska (Einigkeit in der Fülle. Henri Michaux und der Groteske), Lund: Ellerström.
- 2007 Centre-Periphery. The Avant-Garde and the Other, Per Bäckström (Hrsg.), Nordlit. Universität Tromsø, Nr. 21.
- 2007 Le Grotesque dans l’œuvre d’Henri Michaux. Qui cache son fou, meurt sans voix, Paris: L’Harmattan.
- 2010 Vårt brokigas ochellericke! Om experimentell poesi (Unsere bunter Undodernicht!. Über experimentelle Poesie), Lund: Ellerström.
- 2010 Samspill mellom kunstartene. Modernisme i nordisk lyrikk 4 (Zusammenspiel der Künste. Die Moderne in der nordischen Poesie), Hadle Oftedal Andersen, Per Bäckström & Unni Langås (Hrsg.), Helsinki: University of Helsinki.
- 2011 Norsk avantgarde (Norwegische Avantgarde), Per Bäckström & Bodil Børset (Hrsg.), Oslo: Novus.
- 2014 Decentring the Avant-Garde, Per Bäckström & Benedikt Hjartarson (Hrsg.), Amsterdam & New York: Rodopi, Avantgarde Critical Studies.
- 2023 Allt kan bli aktiverat och skapande liv. Öyvind Fahlströms processuella estetik, Malmö: Ellerströms förlag.